# Niels Wienrich
Niels Wienrich (* 1996) ist ein deutscher Handballschiedsrichter aus Berlin. Er gehört zum Elitekader des DHB und ist seit 2012 Schiedsrichter.

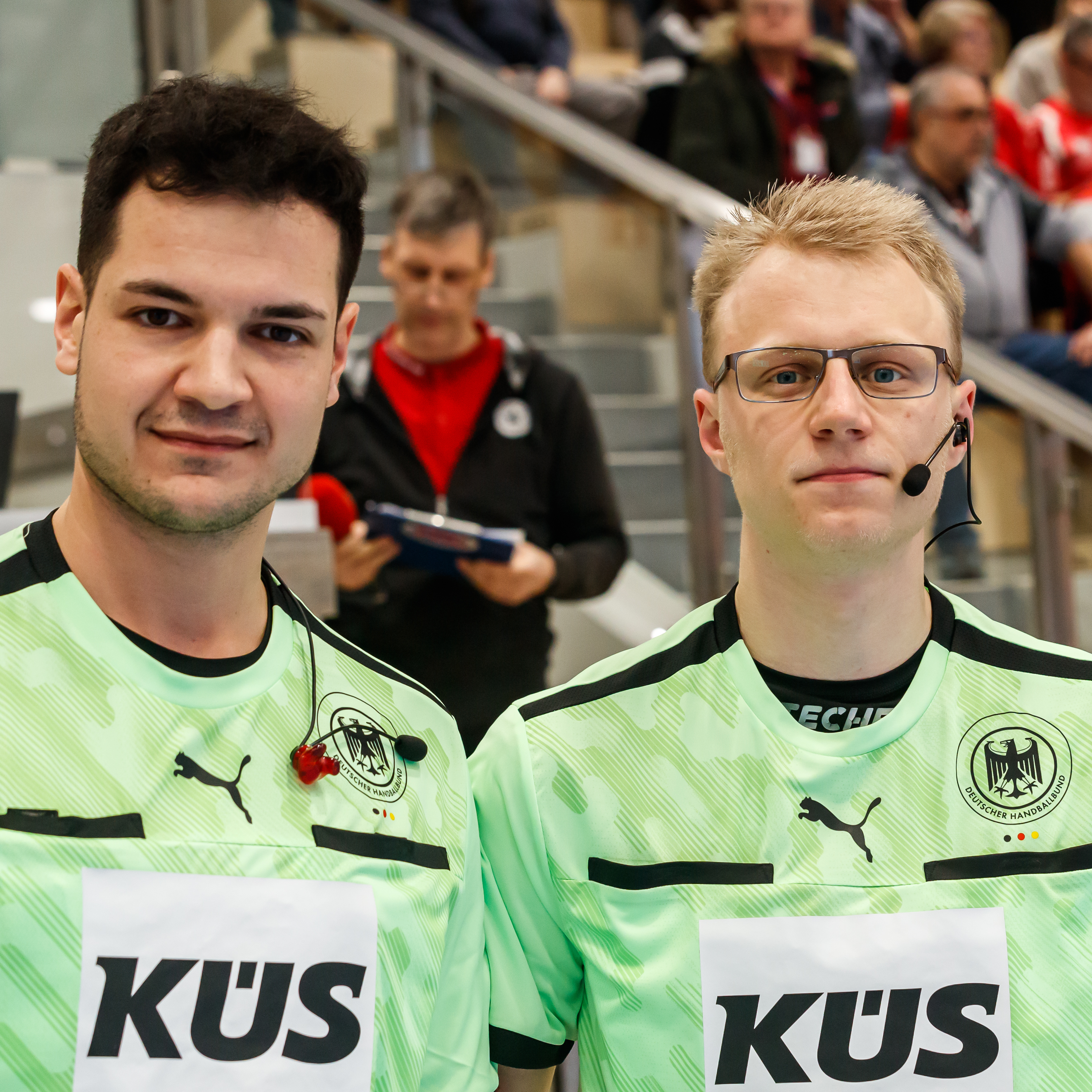
Wienrich (rechts) mit seinem Gespannpartner Fedtke (2023)

## Schiedsrichter-Karriere
Wienrich wurde 2012 Handball-Schiedsrichter. Er bildet seitdem zusammen mit Julian Fedtke ein Schiedsrichtergespann. Beim Länderpokal 2015 wurden beide vom damaligen DHB-Schiedsrichterchef Peter Rauchfuß gesichtet und stiegen zur Halbserie in den DHB Nachwuchskader auf. Im Alter von 20 Jahren pfiff Wienrich sein erstes Spiel in der 2. Handball Bundesliga der Männer. Ab der Saison 2017/18 nahmen sie am EHF Young Referee Project teil und kamen unter anderem bei Spielen der israelischen Männer-Nationalmannschaft, des russischen Vereins Sarja Kaspija Astrachan und des spanischen Vereins Club Balonmano Benidorm zum Einsatz. So vertraten sie den DHB bei Turnieren in Tschechien, den Niederlanden, Katar sowie im Kosovo. Zur Saison 2020/21 stieg das Duo in den Eliteanschlusskader des DHB auf und war seinerzeit das jüngste Schiedsrichtergespann, das in der Handball-Bundesliga zum Einsatz kam. Wienrich war bei seinem ersten Bundesligaeinsatz erst 24 Jahre alt. Zur Saison 2022/23 stiegen sie erstmals in den Elitekader auf, wurden in der folgenden Spielzeit aber wieder in den Anschlusskader zurückgestuft. Zur Saison 2024/2025 schafften die beiden erneut den Aufstieg in den Elitekader. Sie kamen bis Jahresanfang 2025 auf über 250 Einsätze auf DHB-Ebene und zwei internationale Einsätze.
Wienrichs Stammverein ist Blau-Weiß 90 Berlin.

## Privates
Wienrich ist Studienrat für die Fächer Sport, Politik und Geschichte am Schul- und Leistungssportzentrum Berlin. Neben seiner Tätigkeit an der Schule ist er Autor für Schulbücher sowie geschichtsdidaktische Aufsätze. Er ist im Besitz der Trainer C-Lizenz und war Stützpunkttrainer in seinem Landesverband.